# Jesús Adrián Escudero
Jesús Adrián Escudero (Hamburgo, 11 de septiembre de 1964) es un filósofo español. Cursó su maestría en Antropología Social y Arqueología en la Universidad Autónoma de Barcelona, y su doctorado en Ludwig Albert Univeristät Freiburg en Alemania.
Profesor de Filosofía Contemporánea en la Universidad Autónoma de Barcelona y director del Grupo de Estudios Heideggerianos, ha traducido y editado diversas obras de Martin Heidegger.

## Publicaciones (en español)
Monografías
- 2009: El lenguaje de Heidegger. Diccionario filosófico 1912-1927.[2]
- 2010: Heidegger y la genealogía de la pregunta por el ser.[3]
- 2016: Guía de lectura de Ser y tiempo de Martin Heidegger (vol. 1).[4]
- 2016: Guia de lectura de Ser y tiempo de Martin Heidegger (vol. 2).[5]

Co-editor
- 2010: Divisar el pensamiento de Foucault. Una propuesta para el siglo XXI. ISBN 978-84-938318-6-8

Artículos
- 2015: La hermenéutica de sí. Studia Heideggeriana PP.  227-253
- 2015: Metafisica y judaísmo. Revista Portuguesa de Filosofia PP. 443-448.
- 2015: La apropiación crítica de la fenomenología husserliana. Studia Heideggeriana PP. 19-60

- 2016: Husserl y Heidegger. ISBN 2250-8740

## Publicaciones (en alemán)
- 2015: Heidegger y la cuestión del otro. Estudios de Heidegger, p. 30. ISSN 0885-4580 .
- 2015: Ser y tiempo. Un comentario sobre el horizonte de las primeras conferencias de Friburgo y Marburgo. Berlín: Duncker & Humblot.
- 2013: Ser y tiempo y tradición del autocuidado. Estudios de Heidegger, 29, págs. 192-210. ISSN 0885-4580 .
- 2010: Fenomenología de los estados de ánimo de Heidegger. Estudios de Heidegger, 26, págs. 83-95. ISSN 0885-4580 .